# Struthiola lineariloba
Struthiola lineariloba är en tibastväxtart som beskrevs av Carl Daniel Friedrich Meisner. Struthiola lineariloba ingår i släktet Struthiola och familjen tibastväxter. Inga underarter finns listade i Catalogue of Life.